# Schwaben

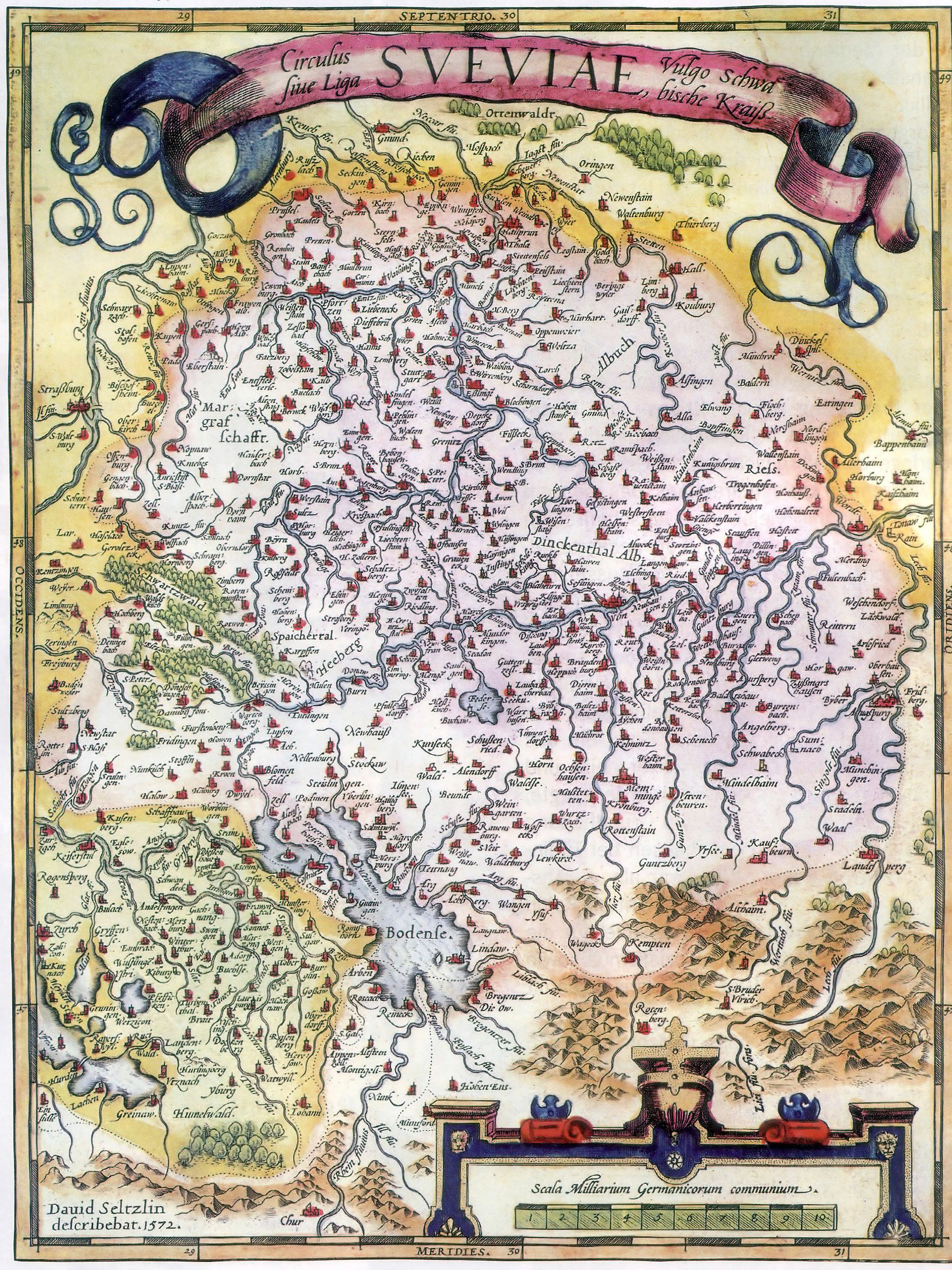
Karte des Schwäbischen Kreises 1572 (David Seltzlin)

Schwaben ist eine historische Landschaft in Südwestdeutschland, deren Bezeichnung bis heute in der Gebrauchssprache sowohl für den (Kultur-)Raum als auch für die im Gebiet lebende, überwiegend Schwäbisch sprechende Bevölkerung verwendet wird. Da dieser Raum keine politische Einheit bildet, ist sein Umfang nicht exakt zu definieren. Gemeinhin werden die Gebiete zwischen dem Schwarzwald im Westen, dem Lech im Osten, dem Bodensee im Süden und dem südlichen Teil des Regionalverbands Heilbronn-Franken im Norden zu Schwaben gerechnet.
Der Name geht auf das mittelalterliche Herzogtum Schwaben und auf den frühneuzeitlichen Schwäbischen Reichskreis zurück, die historischen Unterteilungen des Gebiets in Niederschwaben und Oberschwaben wiederum auf die Bezeichnungen für königliche Landvogteien des Mittelalters. Der Ausdruck Oberschwaben ist noch geläufig und beschreibt heute in etwa das Land zwischen Schwäbischer Alb, Bodensee und Allgäuer Alpen.
Fälschlicherweise wird der Begriff oft auch mit Württemberg, Baden-Württemberg oder dem bayerischen Regierungsbezirk Schwaben gleichgesetzt. Als Synonyme für „Schwaben“ werden in der Alltagssprache häufig auch Bezeichnungen wie Schwabenland oder Ländle verwendet, dies aber eher literarisch oder spielerisch als eine Art Neckname.

## Namensursprung

Der Schwäbische Reichskreis der Frühen Neuzeit (rot gefärbt)

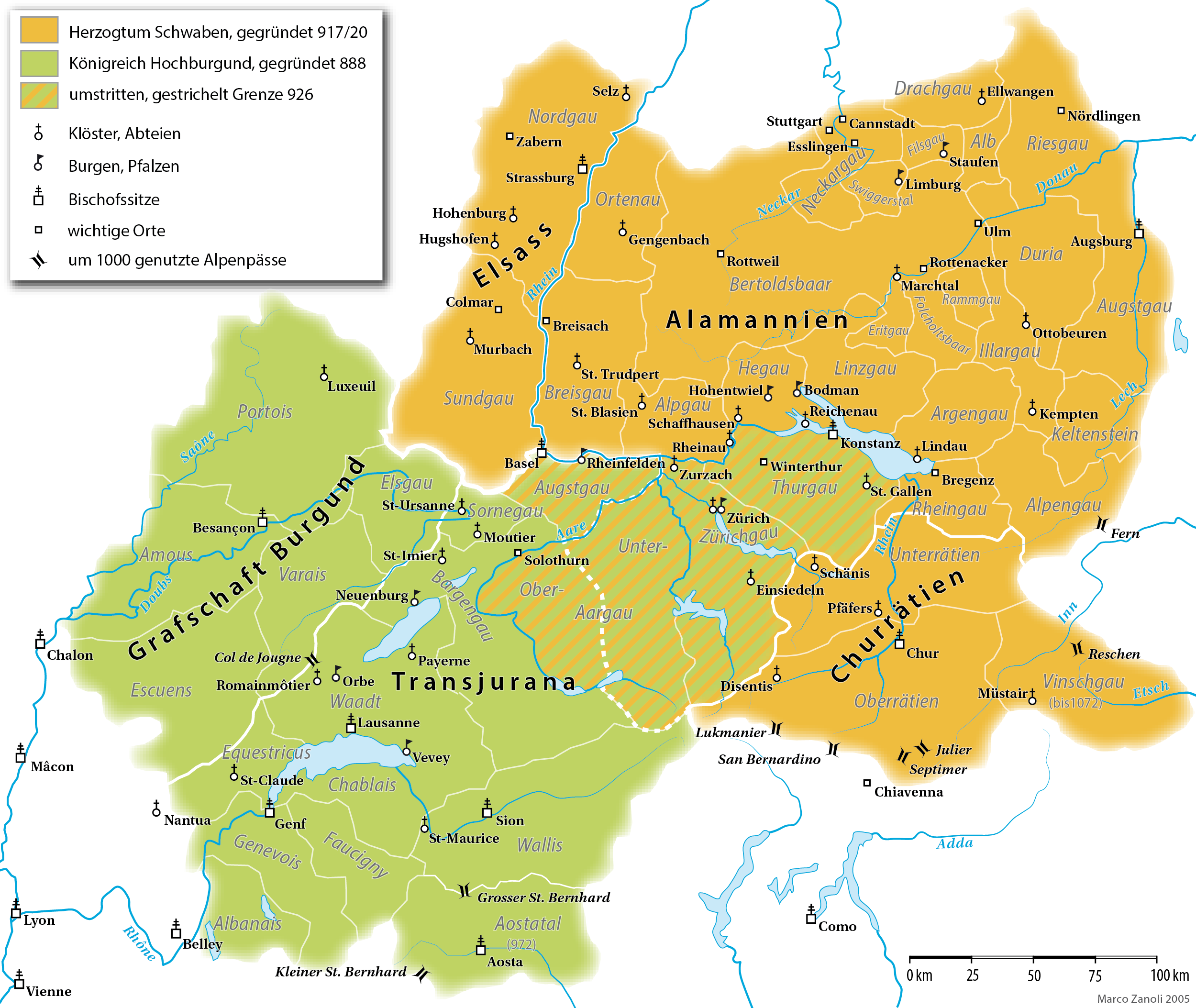
Das Herzogtum Schwaben im 10. Jahrhundert (orange gefärbt)

Der Name aller im Lauf der Zeit als Schwaben bezeichneten Gebiete und Volksgruppen geht auf einen germanischen Stamm zurück, der im 3. Jahrhundert von der Elbe her den heutigen Südwesten des deutschen Sprachgebiets besiedelt hatte und dessen Angehörige von den Römern seit dem 5. Jahrhundert als Suevi bezeichnet wurden. Die Archäologie ordnet diese Sueben dem elbgermanischen Kulturkreis zu. Etymologisch leitet sich der Begriff eventuell von „schweifen“ her (über lateinisch suevia), was auf einen nomadischen Ursprung der Urschwaben hindeuten könnte. Andere Quellen behaupten der Name bedeute „von der Elbe kommend“.
Die Sueben wurden teils mit den Alemannen gleichgesetzt, teils als eine ihrer Untergruppen betrachtet. Als Suebia oder Alamannia wurde ursprünglich das Siedlungsgebiet dieses Stammes im heutigen Südwesten Deutschlands bezeichnet. Im 5. Jahrhundert drangen die Sueben zusammen mit Vandalen und Alanen auf die iberische Halbinsel vor. Das bereits geschwächte Römische Reich wies ihnen durch Los das heutige Galicien und den Norden Portugals zu. Das dort gegründete suebische Reich ging jedoch 585 unter, ohne seinen Namen in der Region zu hinterlassen. Im heutigen Galicien sind noch Vorratshäuschen (Hórreo) zu finden, die seit der Zeit der Sueven dort gebaut wurden. Auch verwenden die Gallegos dasselbe Rezept für Pfannkuchen mit Eiern wie im heutigen Schwaben.

## Schwaben als politischer Raum
In der Zeit des Frankenreichs wurde für die politischen Gebilde im heutigen Raum Schwabens noch vorrangig der Ausdruck Alemannien verwendet. Die alemannischen Königreiche und Herzogtümer umfassten nicht nur das heutige Schwaben, sondern beispielsweise auch Vorarlberg, das Elsass und weite Teile der Schweiz. Auch das mittelalterliche Herzogtum Schwaben hatte in etwa diesen Geltungsbereich. Der frühneuzeitliche Schwäbische Reichskreis hingegen war deutlich kleiner. Viele Territorien am Oberrhein wurden im 16. Jahrhundert dem Oberrheinischen Kreis zugeordnet, habsburgische Gebiete – z. B. Vorarlberg – dem Österreichischen Kreis. Die Schweiz hatte sich damals bereits weitgehend aus dem Verband des Heiligen Römischen Reiches Deutscher Nation gelöst.
Auch die Markgrafschaft Baden war bis 1803 Teil des Schwäbischen Reichskreises gewesen, aber das neue Großherzogtum Baden verstand sich zum überwiegenden Teil nicht mehr als Teil Schwabens. Eine Ausnahme bilden einige neubadische Gebiete, welche tief in altschwäbisches Gebiet hineinragen, wie die Gegend um Sigmaringen, Teile des Schwarzwalds und des Hochrheins, der Bodenseeraum um das neubadische Konstanz. Dieser wichtige frühere Bischofssitz Schwabens wird in der baden-württembergischen Großen Landesausstellung 2016/2017 zusammen mit Augsburg, Stuttgart und Ulm als schwäbische Metropole genannt. Die Badener – alte wie neue – setzen seit dem 19. Jahrhundert ihre württembergischen Nachbarn gern mit Schwaben gleich.
Mit Ausnahme Badens geht die heutige Bezeichnung Schwaben also im Wesentlichen auf den Schwäbischen Reichskreis zurück, auch wenn in entsprechenden Betrachtungen meist nur auf das alte Herzogtum Schwaben verwiesen wird. Die großen, hochmittelalterlichen Herzogtümer prägten tatsächlich jahrhundertelang die Vorstellungen von den politischen Landschaften im Reich. An ihnen orientierten sich daher auch die Bezeichnungen der im 16. Jahrhundert gebildeten Reichskreise. Wenige Jahrzehnte nach deren Auflösung Anfang des 19. Jahrhunderts wiederum wurden die Regierungsbezirke des Königreichs Bayern nach dem ehemals Schwäbischen, Fränkischen und Bairischen Reichskreis benannt. Dadurch ist Bayerisch-Schwaben heute das einzige politische Territorium, das den Namen Schwaben noch verwendet.

## Schwaben als Grundlage für Kartenwerke
Schwaben diente bis zum Beginn des 19. Jahrhunderts öfter als Grundlage für Kartenwerke. Danach machte sich mehr und mehr die bis heute andauernde Trennung in württembergisches und bayerisches Schwaben bemerkbar. Deutlich wird auf diesen Karten auch, dass der Raum zwischen Schwarzwald und Oberrhein einbezogen ist. Dieses Gebiet war bis zum Ende des Alten Reiches auf verschiedene Reichskreise aufgeteilt (Oberrheinischer und Österreichischer Kreis, kleinere Teile auch zum Schwäbischen Kreis) und fiel 1803/1806 an Baden, woraufhin sich in diesen Landstrichen eine badische Identität entwickelte, die sich von der schwäbisch-württembergischen nachhaltig abgrenzte.

## Geschichte
Verschiedene Chronisten, wie Tacitus und Ptolemäus, verwendeten den Ausdruck Sueben als Sammelbegriff für eine Stammesgruppe, die unterschiedliche Stämme umfasste und deren ursprüngliche Siedlungsgebiete zwischen Ostsee und Sudetengebirge vor allem im Gebiet der Elbe lagen. Nach heutigen archäologischen Befunden werden diese Stämme hauptsächlich als elbgermanisch eingeordnet. Vor und während des dritten nachchristlichen Jahrhunderts wanderten viele dieser Elbgermanen nach Süddeutschland ein und besetzten die römischen Agri decumates. Im fünften Jahrhundert kamen Einwanderer aus dem Donauraum hinzu. Es handelte sich dabei um Donausueben, die sich auf die ebenfalls elbgermanischen Quaden zurückführen lassen. Zusammen mit den zurückgebliebenen Angehörigen der zuvor hier ansässigen Galloromanen bildete sich aus ihnen in der Folgezeit die Volksgruppe der Alemannen, die in der Folge auch den Voralpenraum besiedelten und sich in alle Richtungen ausdehnten, dabei aber in Konflikt mit den Franken und Burgundern gerieten. Daneben gab es auch Donausueben, die zu Beginn des fünften Jahrhunderts in den Nordwesten der iberischen Halbinsel eindrangen und dort ein Reich gründeten, das bis 585 bestand. Aus anderen elbgermanischen Verbänden bildeten sich unter Einbeziehung sonstiger Stammessplitter die Stämme der Baiern und Thüringer.
Im frühen Mittelalter waren aus den im Siedlungsgebiet der Alemannen vorherrschenden punktuellen, ortsbezogenen Einflussbereichen flächige Gebietsherrschaften geworden. Es entstand das Königreich Alemannien, das aber bald von den Franken unter Chlodwig I. und Theudebert I. unterworfen wurde. Von Beginn des 6. Jahrhunderts an stand Alemannien als Stammesherzogtum unter fränkischer Oberhoheit, es war zwar zur Heerfolge verpflichtet, genoss aber innenpolitisch einen hohen Grad an Autonomie. Als es Mitte des 8. Jahrhunderts zu Aufständen der Alamannen kam, wurden die alamannischen Adligen von den Franken ermordet und das Stammesherzogtum aufgelöst. Nach Durchführung der Grafschaftsreform entstand im Ostfränkischen Reich dann das territorial verkleinerte Herzogtum Schwaben, das vorrangig der Kontrolle der Alpenpässe diente.
Von 1079 bis 1098 stritten die Zähringer und die Staufer um die Vorherrschaft in diesem Herzogtum, bis schließlich ein Kompromiss gefunden wurde, bei dem die Staufer den Titel eines Herzogs von Schwaben für sich behalten konnten. Das dritte im Herzogtum Schwaben mächtige Geschlecht waren die Welfen, deren Hausbesitz im Schussengau um Ravensburg und Altdorf schließlich durch einen Erbvertrag von Welf VI., Herzog von Spoleto, an dessen Neffen Friedrich I. Barbarossa fiel. Die schwäbischen Staufer stellten einige Kaiser während des Hochmittelalters und prägten dadurch politisch und kulturell maßgeblich das damalige Zentraleuropa. Phasenweise reichte ihr Herrschafts- und Einflussbereich von der Nordseeküste bis nach Sizilien. Unter Kaiser Friedrich II. wurde das staufische Hausgut, als das sie auch das Herzogtum Schwaben betrachteten, Krongut der staufischen Kaiser. Während der Zeit des Interregnums von 1250 bis 1273 waren die einzelnen Teilherrschaften Schwabens sozusagen herrenlos, da es keinen Herzog gab, und verwalteten sich selbst. Als 1273 Rudolf I. von Habsburg deutscher König wurde, schrieb er viele der Regierungsprivilegien schwäbischer Städte und Stifte als Reichsfreiheit fest. Damit hörte das Herzogtum Schwaben, als politische Einheit auf zu existieren und zerfiel in einzelne Grafschaften und die reichsstädtischen und reichsklösterlichen Herrschaften.
Tatsächlich bemühte sich Rudolf I. von Habsburg, den Titel des Herzogs von Schwaben wiederzubeleben und ihn für seine Familie zu vereinnahmen. Zu diesem Zweck ernannte er seinen Sohn Rudolf zum Herzog von Schwaben. Nach dem frühen Tod Rudolfs im Jahr 1290 folgte dessen Sohn Johann. Als dieser im Jahr 1308 seinen Onkel, König Albrecht I., ermordete und anschließend ohne einen Erben zu hinterlassen floh, war das Herzogtum Schwaben faktisch erloschen.
Der Zusammenhalt des bisherigen Gebietes war nach Konradins Tod nicht mehr möglich, hatten sich doch die schwäbischen Großen, allen voran die Württemberger, am Reichs- und Herzogsgut bedient, so dass Rudolf nur noch die Reste zu zwei Reichslandsvogteien zusammenfassen konnte: Niederschwaben und Oberschwaben, von denen die erste mangels Masse schnell an Bedeutung verlor und 1378 Oberschwaben zugeschlagen wurde. Nach mehrfachen Verpfändungen kam die „Reichslandvogtei in Ober- und Niederschwaben“ 1541 endgültig an Österreich und 1805 dann an Württemberg.
Als Deutscher Bauernkrieg (auch Erhebung des gemeinen Mannes) wird die Ausweitung lokaler Bauernaufstände ab 1524 in weiten Teilen des süddeutschen Sprachraumes (Süddeutschland, Österreich und der Schweiz) bezeichnet, wobei die Bauern mit ihren Zwölf Artikeln erstmals fest umrissene Forderungen formulierten. Parallelen zu den in den Zwölf Artikeln erhobenen Forderungen finden sich später in der Amerikanischen Unabhängigkeitserklärung und den Forderungen der Französischen Revolution wieder.
Die meisten Freien Reichsstädte, Reichsstifte und anderen kleineren und größeren Herrschaften (das Gebiet des Reichsklosters Weingarten umfasste halb Oberschwaben) blieben bis zur Mediatisierung bzw. Säkularisation nach dem Reichsdeputationshauptschluss von 1803 bestehen. 
Beide großen deutsche Kaiserdynastien, die Staufer und die Hohenzollern, hatten ihren Stammsitz bzw. ihre Stammburgen auf der Schwäbischen Alb.   

## Schwaben als sprachlicher und kultureller Raum und als Bevölkerung desselben

Das traditionelle Verbreitungsgebiet westoberdeutscher (= alemannischer) Dialektmerkmale im 19. und 20. Jahrhundert. Die schwäbischen Mundarten bilden eine der großen alemannischen Untergruppen.

Etymologisch leitet sich vom historischen Sueben der spätere Name der Schwaben ab. Allerdings waren beide Begriffe meist politisch gemeint. Der historische „Volksstamm“ wird meist dem gleichnamigen Regierungsbezirk zugeordnet. Sowohl von der Bevölkerung als auch von der Linguistik werden bestimmte Mundartmerkmale als schwäbisch bezeichnet. Das heutige Verbreitungsgebiet der schwäbischen Dialekte ist jedoch für das Verständnis des Raumbegriffes „Schwaben“ nicht mehr von Bedeutung. Die schwäbischen Dialekte bilden eine der vier großen alemannischen Untergruppen. Das zwischen 1901 und 1936 entstandene wissenschaftliche 6-bändige Schwäbische Wörterbuch ist ein umfassendes Zeugnis der reichhaltigen schwäbischen Sprache.
Der 1909 gegründete Schwäbische Heimatbund setzt sich für den württembergischen Teil Schwabens insbesondere für Denkmalschutz, Naturschutz und landeskundliche Fragen ein. Sein Publikationsorgan ist die mehrfach ausgezeichnete Zeitschrift Schwäbische Heimat.
Die traditionsreiche Zeitschrift des Historischen Vereins für Schwaben (ZHVS) ist für die historische Darstellung der Region Bayerisch-Schwaben das maßgebliche Publikationsorgan. Die Einzelbände enthalten in der Regel auch eine ausführliche Bibliographie zu den Neuerscheinungen für die Wissensbereiche Kultur, Geschichte, Wirtschaft, Soziales und Gesellschaft.

### Fremdzuschreibungen
Den Schwaben wird eine besondere Sparsamkeit, besonders in Hinblick auf Wirtschaft und Privathaushalt, und Putzwut zugeschrieben. Dies wird (bzw. wurde) insbesondere auf die damals überwiegend protestantischen (und teils pietistischen) Alt-Württemberger bezogen (Raum Stuttgart, Tübingen, Ludwigsburg). Hingegen wird den katholischen Schwaben (insbesondere im Raum Ostalb, Oberschwaben, Allgäu) eine ausgeprägte Sinnes- und Feierlust zugeschrieben. So gab es in alten Zeiten das Sprichwort: „Eine Beerdigung in Oberschwaben ist lustiger als eine Hochzeit in Stuttgart“. Freilich wurden diese Gegensätze im Laufe der Jahrzehnte geglättet.

### Erfindungen aus Schwaben
Generell wird den Schwaben auch eine besondere Tüftler- und Erfindermentalität nachgesagt, die sich nicht von der Hand weisen lässt. So liegt Baden-Württemberg bis heute (Stand 2024) bei den Patentanmeldungen bundesweit weiterhin an der Spitze.
Folgende Erfindungen bzw. Ideen stammen aus oder von Schwaben:
- Auto (erstes vierrädriges Kraftfahrzeug mit Verbrennungsmotor) = 1886 durch Gottlieb Daimler
- Bohrmaschine (erste handgeführte Bohrmaschine) = 1895 durch Wilhelm Emil Fein
- Feuermelder (erster elektrischer Feuermelder) = 1875 durch Wilhelm Emil Fein
- Düsenflugzeug (erstes Düsenflugzeug Heinkel He 178) = 1939 durch Ernst Heinkel
- Kettensäge (erste Elektro-Kettensäge) = 1926 durch Andreas Stihl
- Motorboot = 1886 durch Gottlieb Daimler
- Plastikdübel = 1958 durch Artur Fischer
- Relativitätstheorie = 1905 durch Albert Einstein
- Universal Pictures Studios (erstes großes Hollywood-Filmstudio) = 1912 durch Carl Laemmle
- Teddybär = 1902 durch Margarete Steiff bzw. Richard Steiff
- tragbares Telefon = 1885 durch Wilhelm Emil Fein
- Zeppelin (erstes lenkbares Starrluftschiff) = 1900 durch Ferdinand von Zeppelin
- Zündkerze (erstes Gerät, das Zündfunken in Verbrennungsmotoren erzeugt) = 1901 durch Robert Bosch bzw. Gottlob Honold

#### Schwäbische Küche
Die Schwäbische Küche ist grundsätzlich bodenständig und hat sich zu einem großen Teil ihre Eigenständigkeit bewahren können. Dabei setzte sie schon immer auf regionale und saisonale Produkte. Auch vegetarische Komponente halten verstärkt Einzug. Württembergische Weine bekommen zahlreiche Auszeichnungen, insbesondere das Remstal ist hier stark vertreten. Überregional und teilweise sogar international bekannt sind insbesondere die Spätzle, auch mit ihren Varianten wie Käsespätzle, zudem die Maultaschen und die Schupfnudeln.

### Schwaben in Kunst, Kultur und Literatur

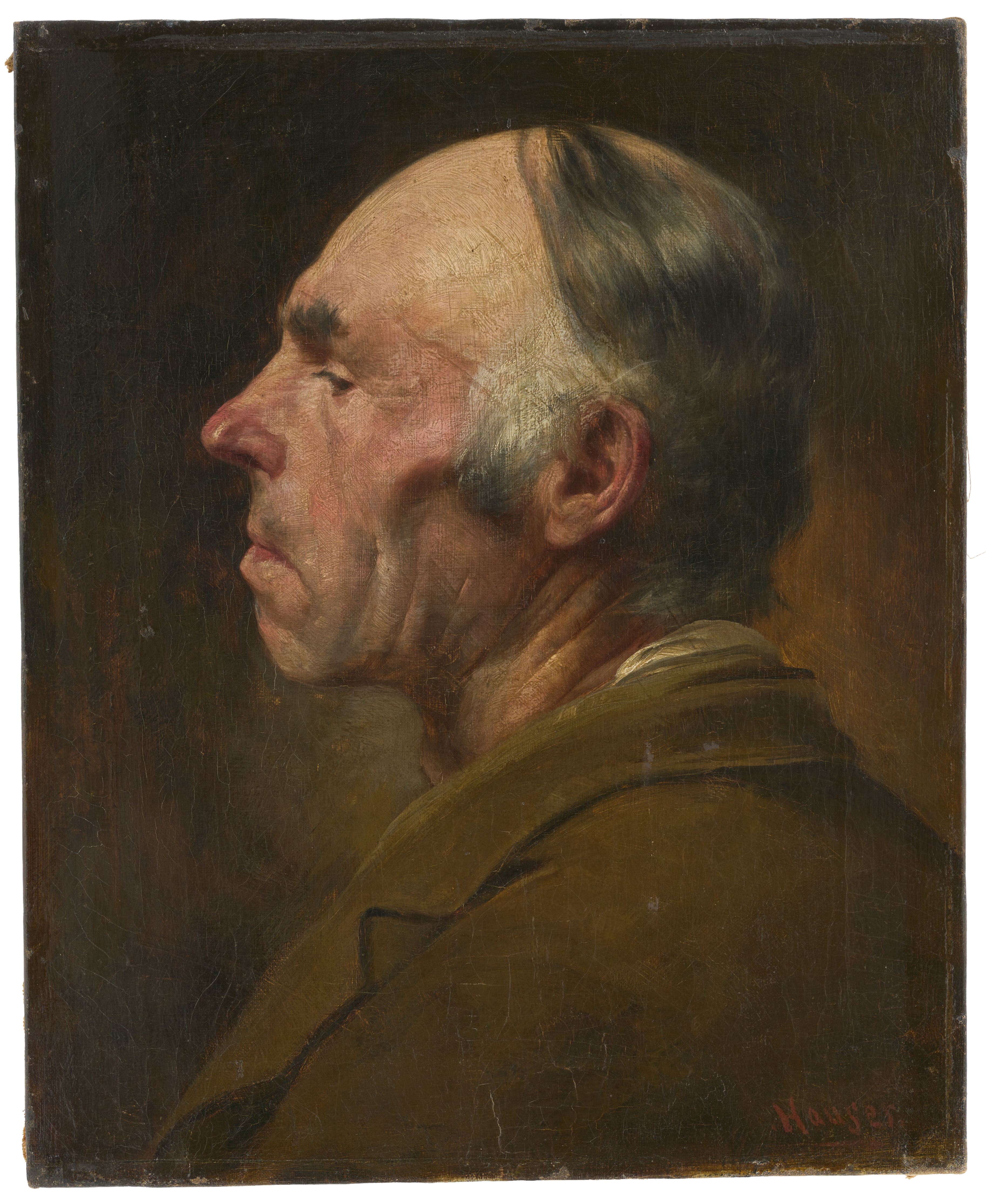
Alois Hauser der Ältere: Der Schwabe, 1850, Augustinermuseum, Freiburg im Breisgau

Zahlreiche Schriftsteller, Dichter und Philosophen stammen aus dem Schwäbischen. Als bekannte Vertreter zählen beispielsweise:
- Wilhelm Hauff
- Hermann Hesse
- Friedrich Hölderlin
- Justinus Kerner
- Eduard Mörike
- Friedrich Schiller
- Gustav Schwab
- Ludwig Uhland
- Martin Walser

In Literatur und Film werden Schwaben oft in humorvoll-ironischer Weise entweder als bodenständig-simple oder auch als tiefsinnig-bauernschlaue Menschen dargestellt, die sich meist erfolgreich gegen den jeweils wehenden aktuellen Zeitgeist und Scheinheiligkeiten zu wehren wissen.
- Die Sieben Schwaben sind ein Erzählstoff, in dem es um die Abenteuer von sieben als tölpelhaft dargestellten Schwaben geht.
- Äffle & Pferdle sind zwei Zeichentrickfiguren des Süddeutschen Rundfunks (SDR), heute Südwestrundfunk (SWR), deren Filme seit 1959 ausgestrahlt werden und die in Liedern, Kalendern und Büchern verwendet werden.
- Häberle und Pfleiderer waren ein 1931 von dem Stuttgarter Entertainer Willy Reichert und dem Österreicher Charly Wimmer erschaffenes Komikerduo.
- Hannes und der Bürgermeister ist eine lose Folge schwäbischer Volkstheaterszenen, die seit 1985 aufgeführt und seit 1994 im Fernsehen gezeigt werden.
- Dominik Kuhn, besser bekannt als Dodokay, lässt unter anderem in der Tagesschau und im Bundestag auftretende Personen durch Neusynchronisation zu Protagonisten schwäbischer Comedy-Stücke werden.

#### Idiomatische Verwendungen
- Schwabenalter
- Schwabenkinder
- Schwabenstreich
- Schwabenhass

### „Schwaben“ als Bezeichnung für andere Bevölkerungsgruppen
Sowohl in der Deutschschweiz als auch im Elsass wird „Schwaben“ manchmal mit „Deutsche“ gleichgesetzt (vgl. französisch „Allemagne“ für Deutschland).
Im Westen Rumäniens siedelten die Banater Schwaben und im Nordwesten Rumäniens die Sathmarer Schwaben. Das geht zurück auf die Ansiedlung von Schwaben als Kolonisten in den sogenannten Schwabenzügen in diesen Gebieten nach der Vertreibung der Osmanen. Zusammen mit der deutschstämmigen Minderheit in der Vojvodina (Serbien), Slawonien (Kroatien) und Südungarn werden sie den Donauschwaben zugeordnet. Auch ihre Vorfahren wurden ursprünglich als Kolonisten (nicht nur aus Schwaben) ins Land geholt, als die Gebiete zur habsburgischen Donaumonarchie gehörten.
Davon abgeleitet werden Deutschsprachige (insbesondere die deutschsprachigen Österreicher) noch heute im ehemaligen Jugoslawien und in Bulgarien als Schwaben (Švabe) bezeichnet. In Polen und Tschechien tauchen die Begriffe szwaby bzw. švábi (Schwaben) ebenfalls auf, gemeint sind hier in abwertendem Sinn allgemein Deutschsprachige.

## „Schwaben“ als Namensgeber
- 1442 erklärte der Rat, die Stadt Hall heiße Schwäbisch Hall und liege auf schwäbischem Erdreich.
- Das Schwäbisch-Hällische Schwein ist eine 1820 durch den württembergischen König Wilhelm I. veranlasste Kreuzung aus dem chinesischen Meishan-Schwein und einheimischen Rassen.
- Der Schwäbische Albverein widmet sich seit 1888 dem Wandern und der regionalen Kultur, für die Wanderwege ist er auch außerhalb der Schwäbischen Alb zuständig (z. B. im Süden bis zum Bodensee).
- Der Zeppelin LZ 10 der DELAG wurde 1911 auf den Namen „Schwaben“ getauft.
- Bei der Antarktis-Expedition von 1938/1939 bekam ein entdeckter Landstrich den Namen „Neuschwabenland“.
- Ein Passagierschiff der Bodensee-Schiffsbetriebe GmbH (BSB) (auch Weiße Flotte (Bodensee)) trägt den Namen „MS Schwaben“.
- Der Schnellzug des Intercity-Ergänzungssystems DC 962 der Deutschen Bundesbahn von Nürnberg nach Karlsruhe trug den Namen „Schwabenland“.

### Familiennamen
Verbreitete Familiennamen im deutschen Sprachraum sind Schwab, Schwaab, Schwob, Schwabe, italienisch: Svevo und slawisch Švob. Diese Namen können zum einen Herkunftsnamen (Stammesnamen) zu mittelhochdeutsch Swāp, Swāb(e) >Schwabe< oder Übernamen für jemanden sein, der Beziehungen (z. B. Handelsbeziehungen) zu Schwaben hatte. Bekannte Namensträger sind unter anderem der Schriftsteller Gustav Benjamin Schwab, der Astronom Samuel Heinrich Schwabe, der Wirtschaftswissenschaftler Klaus Martin Schwab, der Schauspieler Willi Schwabe, der US-amerikanische Unternehmer Charles Schwab, der französische Fotograf Éric Schwab, der Fußballspieler Daniel Schwaab, der polnische Rechtswissenschaftler Gottfried Suevus der Ältere, der französische Schriftsteller Marcel Schwob und die kroatische Biologin Melita Švob.